# Le Goût des orties
Le Goût des orties (蓼喰う虫, Tade kū mushi) est un roman japonais de Jun'ichirō Tanizaki publié en 1928-1929. Largement autobiographique, le roman est l'occasion pour l'auteur d'aborder la question des rapports culturels entre Orient et Occident.